# 東長岩冰川
東長岩冰川（英語：Higashi-naga-iwa Glacier），是南極洲的冰川，位於毛德皇后地的奧拉夫王子海岸，處於長岩東面，根據日本探險隊的測量和拍攝的空中照片繪入地圖，現時由南極條約體系管理。